# Genesis GV70
Genesis GV70 — другий SUV від бренду Genesis, що належить Hyundai Motor Company.

## Історія

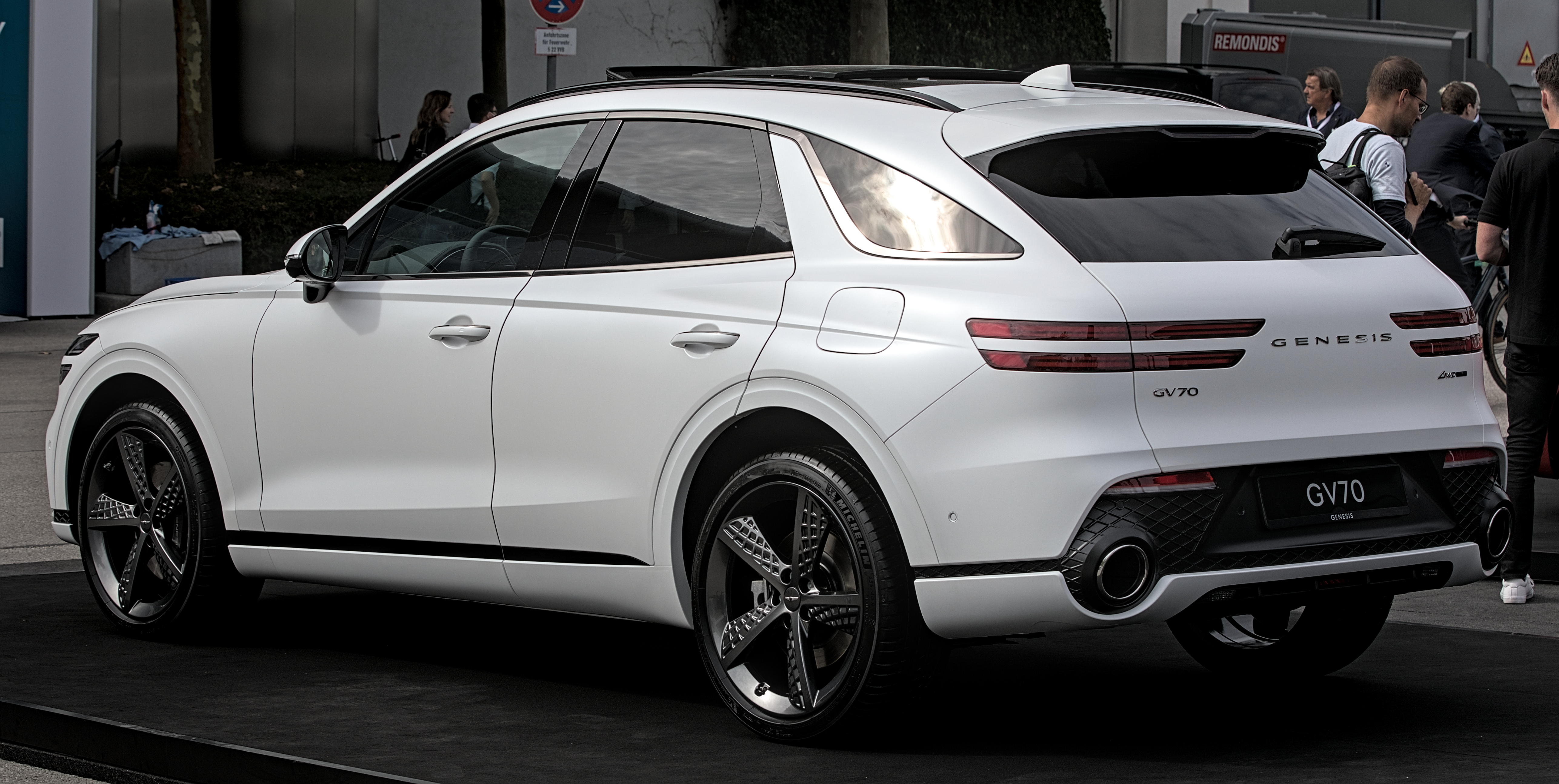

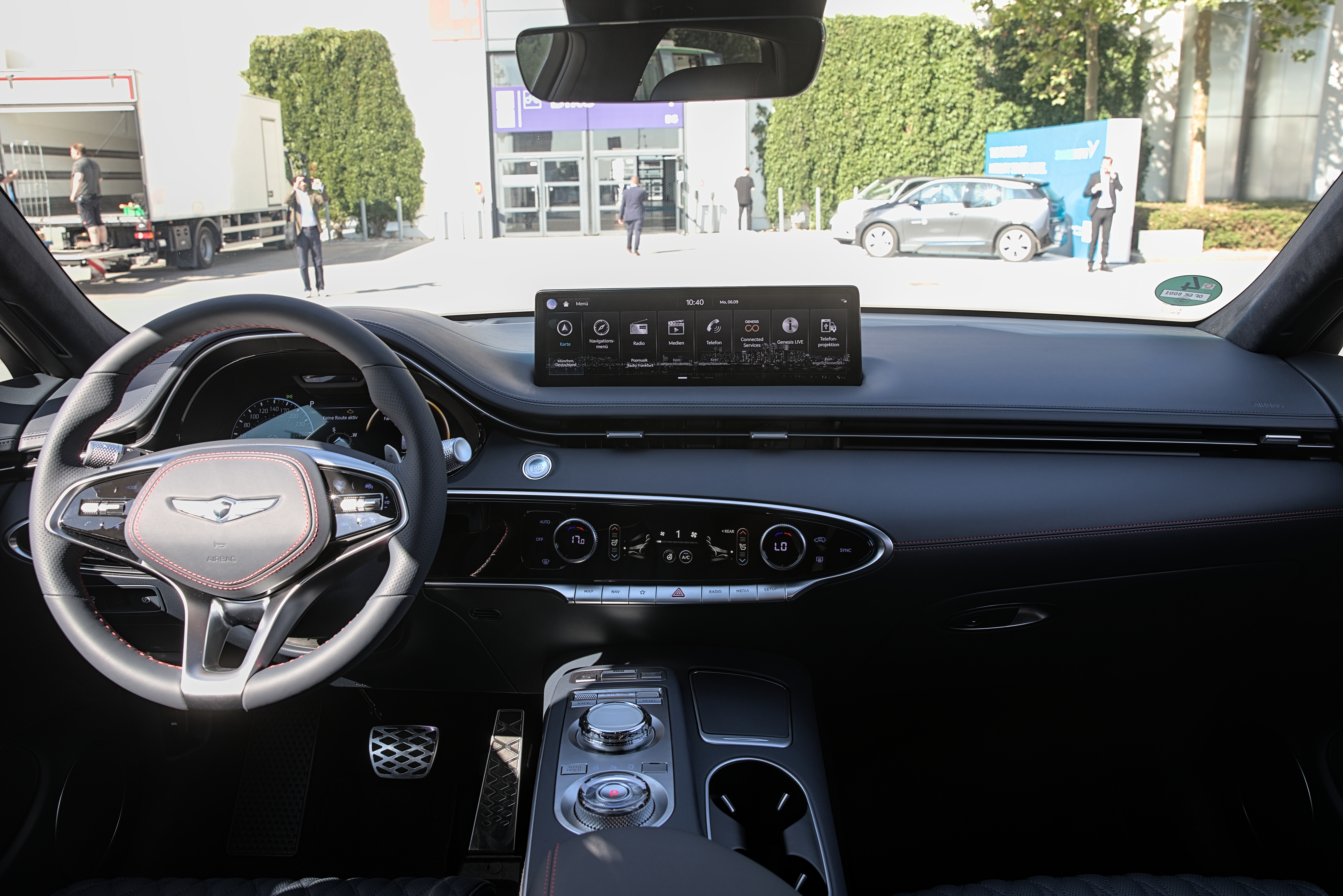

Перші фотографії автомобіля довжиною 4,72 метра виробник опублікував у жовтні 2020 року. Genesis оголосив додаткову інформацію про GV70 у грудні 2020 року. Спочатку позашляховик був запропонований в Південній Кореї на початку 2021 року. Протягом 2021 року вийшов на ринок Північної Америки. Автомобіль надійшов у продаж у Німеччині у вересні 2021 року. Позашляховик поділяє технічну основу з седаном G70.
У листопаді 2021 року на автосалоні в Гуанчжоу була представлена повністю електрична версія під назвою Electrified GV70, яка, як і Electrified G80, використовує звичайну платформу автомобіля з двигуном внутрішнього згоряння і не має спеціальної архітектури електромобіля, як це використовується в GV60 та інших моделях Hyundai Motor Group. Однак він також дозволяє заряджати потужністю до 350 кВт, що означає, що акумулятор можна зарядити від 10 до 80 % всього за 18 хвилин. Крім того, можлива двонаправлена зарядка потужністю до 3,6 кВт.

## Двигуни
Бензинові:
- 2.5 L Smartstream G2.5 T-GDi I4
- 3.5 L Smartstream G3.5 T-GDi V6

Дизельний:
- 2.2 L Smartstream D2.2 CRDi I4

## Продажі
| рік  | Пд. Корея | США    | Канада | глобально |
| ---- | --------- | ------ | ------ | --------- |
| 2020 | 98        | 0      | 0      | 118       |
| 2021 | 40,994    | 10,735 | 1,522  | 59,410    |